# John Chafee
John Chafee (Providence, 1922. október 22. – Bethesda, 1999. október 24.) az Amerikai Egyesült Államok szenátora (Rhode Island, 1976–1999).